# Croscherichia litigiosa
Croscherichia litigiosa là một loài bọ cánh cứng trong họ Meloidae. Loài này được Chevrolat miêu tả khoa học năm 1840.